# Klaus von Heimendahl (General, 1933)
Klaus Paul Adolf von Heimendahl (* 12. November 1933 in Potsdam; † 1. März 2013 ebenda) war ein Brigadegeneral des Heeres der Bundeswehr.

## Leben
Klaus von Heimendahl war Angehöriger der Adelsfamilie von Heimendahl. Seine Eltern waren Klaus Erich Friedrich und Elisabeth Klara Hedwig Eleonore von Heimendahl, geborene von Hagen.
Er war ab April 1958 verheiratet mit Magrit Barbara Elisabeth von Heimendahl, geborene von Wietersheim (* 1935). Sein Grab befindet sich auf dem Bornstedter Friedhof. Der gemeinsame Sohn Klaus Georg Walther ist Generalleutnant der Bundeswehr. Daneben hatte er eine Tochter.

### Militärischer Werdegang
Von Heimendahl absolvierte vor Gründung der Bundeswehr beim Bundesgrenzschutz (BGS) den Führernachwuchslehrgang und gehörte nach Gründung der Bundeswehr zu den ersten 550 ungedienten Freiwilligen, die am 2. Januar 1956 im Andernacher „Truppenlager“ (Name seit 1967: Krahnenberg-Kaserne) ihre Grundausbildung als Angehörige der Lehrgruppe Heer (Bundeswehr) antraten. Als Offizieranwärter und Angehöriger des 1. Offizieranwärterjahrgang (OAJ) der Panzertruppe kam er nach Beendigung der Grundausbildung in den II. Zug der 4. Lehrkompanie der Lehrtruppe Heer in Andernach. Aufgrund der Vordienstzeit beim BGS gehörte er zu denjenigen, die am 1. Mai 1956 zum Fahnenjunker und am 15. Juni 1956 zum Fähnrich befördert wurden. Von Juli bis November 1956 absolvierte er den Fahnenjunkerlehrgang an der neu eröffneten Heeresoffizierschule I in Hannover und vom 1. Dezember – aufgrund der Vordienstzeit beim BGS an diesem Tag zum Leutnant befördert – bis Ende Mai 1957 den Zugführerlehrgang an der Truppenschule für die Panzertruppe in Munster.
Er war später dann von 1985 bis 1990 Kommandeur der Panzerbrigade 20. Von 1993 bis zum 30. März 1994 kommandierte er in seiner letzten militärischen Verwendung die 5. Panzerdivision.

### Sonstiges Wirken
1978 trat er in den Johanniterorden ein, Mitgliedschaft in der Pommerschen Genossenschaft der Kongregation, und war von 1999 bis Dezember 2009 Kuratoriumsvorsitzender des Johanniter-Krankenhauses im Fläming gGmbH, von 2007 bis 2009 auch für das Johanniter-Krankenhaus Belzig.
Heimendahl war Förderer und langjähriger Vorstandsvorsitzender der 2002/2003 gegründeten Deutschen Stiftung Eigentum und engagierte sich in der Geschäftsführung der Aktionsgemeinschaft Privates Denkmaleigentum (APD) in der Arbeitsgemeinschaft der Grundbesitzerverbände. Zudem war er in der Vereinigung der Deutschen Adelsverbände aktiv.

## Ehrungen
- 1987: Bundesverdienstkreuz am Bande
- Rechtsritter des Johanniterordens[5]
- 2004 Ehrenkommendator des Johanniterordens[7]
- 2012: Preis der Deutschen Stiftung Eigentum[5]

## Veröffentlichungen (Auswahl)
- Klaus von Heimendahl (Hrsg.): Das Johanniter-Krankenhaus in Treuenbrietzen, Berlin 2003.[8]
- Klaus von Heimendahl (Hrsg.): 150 Jahre Das Johanniter-Krankenhaus in Jüterbog. Festschrift 1855–2005, MV-Druck, Berlin 2005.
- Klaus von Heimendahl: Der private Denkmaleigentümer als geborener Hüter seines Kulturerbes. Seine Abhängigkeit von Denkmalgesetzen und Steuerrecht. In: ARX-Schriftenreihe, Band 2, Südtiroler Burgeninstitut (Hrsg.), Bozen 2009, S. 23–26.[9]